# Tiago Costa (ator)
Tiago Costa (Lisboa, 1992) é um ator português.

## Filmografia

### Televisão
| Período     | Título              | Personagem             | Nota(s)   | Referências |
| ----------- | ------------------- | ---------------------- | --------- | ----------- |
| 2002        | Sonhos Traídos      | Vasco (Vasquinho)      |           | [ 2 ]       |
| 2004        | Só Gosto de Ti      | Rui                    |           | [ 3 ]       |
| 2004        | Inspector Max       | Martim                 |           |             |
| 2011-12     | Morangos com Açúcar | Ricardo Alves          | 9.ª série | [ 2 ] [ 4 ] |
| 2013        | Mundo ao Contrário  | Rodrigo Malta Carvalho |           | [ 5 ]       |
| 2014        | Água de Mar         | Gonçalo Barahona       |           | [ 6 ]       |
| 2017        | Sim, Chef!          | Louis Marie-Henri      |           |             |
| 2021        | Para Sempre         | Tristão Belém          |           |             |
| 2024 - 2025 | Festa É Festa       | Marco                  |           |             |

### Cinema
| Ano  | Filme                         | Papel         | Referências |
| ---- | ----------------------------- | ------------- | ----------- |
| 2012 | Morangos com Açúcar - O Filme | Ricardo Alves | [ 7 ]       |
| 2014 | Sei Lá                        | Condutor      |             |
| 2022 | By Flávio                     | Chullz        | [ 8 ]       |